# The Woman Conquers
Pour plus de détails, voir Fiche technique et Distribution.
The Woman Conquers est un film américain réalisé par Tom Forman, sorti en 1922.

## Synopsis
Ninon Le Compte, une jeune mondaine, déplore le manque d'énergie et de fibre physique chez les hommes de sa connaissance, dont Frederick Van Court, qui lui propose régulièrement de marier. La mort de son oncle laisse Ninon propriétaire d'un établissement de traite des fourrures dans la région de la baie d'Hudson. Elle décide de s'y rendre et est accompagnée de son amie Flora O'Hare et Frederick.
Arrivée au poste, elle découvre que Lazar, le responsable du site, est un homme dangereux qui convoite le domaine et manifeste également le désir de la posséder. Ninon apprend également qu'il est recherché par la police pour meurtre et menace d'être exposé à moins qu'il ne quitte la colonie dans les 24 heures. Le trappeur part non sans avoir brûler au préalable l'entrepôt.
Ninon, accompagné de Frederick et d'un guide indien Lawatha, partent en traîneau à chiens pour avertir la police. Rattrapés par un blizzard, ils sont contraints de se réfugier dans une cabane dans laquelle Lazard s'abrite déjà. Ce dernier attaque Ninon mais Frederick vient à son aide avant d'être grièvement blessé. Au moment où il est sur le point de succomber, Lawatha rejoint la lutte. Lazar poignarde mortellement le guide indien mais alors qu'il meurt Lawatha parvient à tirer et à tuer le renégat.
Ninon et Frederick luttent pour se mettre en sécurité dans la neige, la jeune femme ramenant triomphalement son amant blessé à la maison. Elle se rend compte que Frederick est son idée d'un vrai homme et elle accepte de l'épouser.

## Fiche technique
- Titre : The Woman Conquers
- Réalisation : Tom Forman
- Scénario : Violet Clark
- Photographie : Joseph Brotherton
- Pays d'origine : États-Unis
- Format : Noir et blanc - 1,33:1 - Film muet
- Genre : drame
- Date de sortie : 1922

## Distribution
- Katherine MacDonald : Ninon Le Compte
- Bryant Washburn : Frederick Van Court, III
- Mitchell Lewis : Lazar
- June Elvidge : Flora O'Hare
- Clarissa Selwynne : Jeanette Duval
- Boris Karloff : Raoul Maris
- Francis McDonald : Lawatha, guide indien